# Hevisaurus
Hevisaurus ist eine finnische Heavy-Metal-Band, die 2009 gegründet wurde. Das Zielpublikum der Band sind Kinder, weshalb sowohl die Texte als auch das Auftreten der Band kindgerecht gestaltet wurde.

## Geschichte
Die Band entstand 2009 aus einer Frage des damals fünfjährigen Sohnes des Metal-Musikers Mirka Rantanen (Thunderstone). Gemeinsam mit Freunden stellte er eine Band zusammen, die aus vier Dinosauriern und einem Drachen besteht. Als Partner für die Veröffentlichungen wurde das Major-Label Sony BMG gewonnen, das am 17. Oktober 2009 das Debütalbum Jurahevin kuninkaat veröffentlichte. Das Album stieg in die finnischen Charts ein, wo es im Laufe der folgenden Monate bis auf Platz 5 stieg. Zusätzlich wurde es in der Kategorie „Bestes Kinderalbum“ für den Emma Award 2010 nominiert.
Bei Live-Auftritten stecken fünf Musiker in Dino-Kostümen. Schlagzeuger-Dino ist Mirka Rantanen. Wer in den restlichen vier Kostümen steckt, wird geheim gehalten. An den Aufnahmearbeiten zum Album nahmen jedoch prominente finnische Musiker wie Henrik Klingenberg (Sonata Arctica), Jens Johansson (Dio, Yngwie Malmsteen, Stratovarius), Nino Laurenne (Thunderstone) und Mikko Salovaara (Kiuas) teil. Die Konzerte finden meist nachmittags statt und dauern höchstens eine Stunde. Die Lautstärke der Musik beträgt maximal 85 Dezibel. Anschließend können die Kinder die Dinosaurier noch für Autogramme treffen.
Im Mai und Juni 2010 spielten die Dinos in dem Musical Purppuramysteeri (dt. Purpurnes Mysterium), das eine Geschichte über ein Abenteuer der Dinosaurier erzählt. Das Musical entstand in einer Zusammenarbeit mit der Komediateatteri Arena, in deren Theater das Musical auch präsentiert wurde.

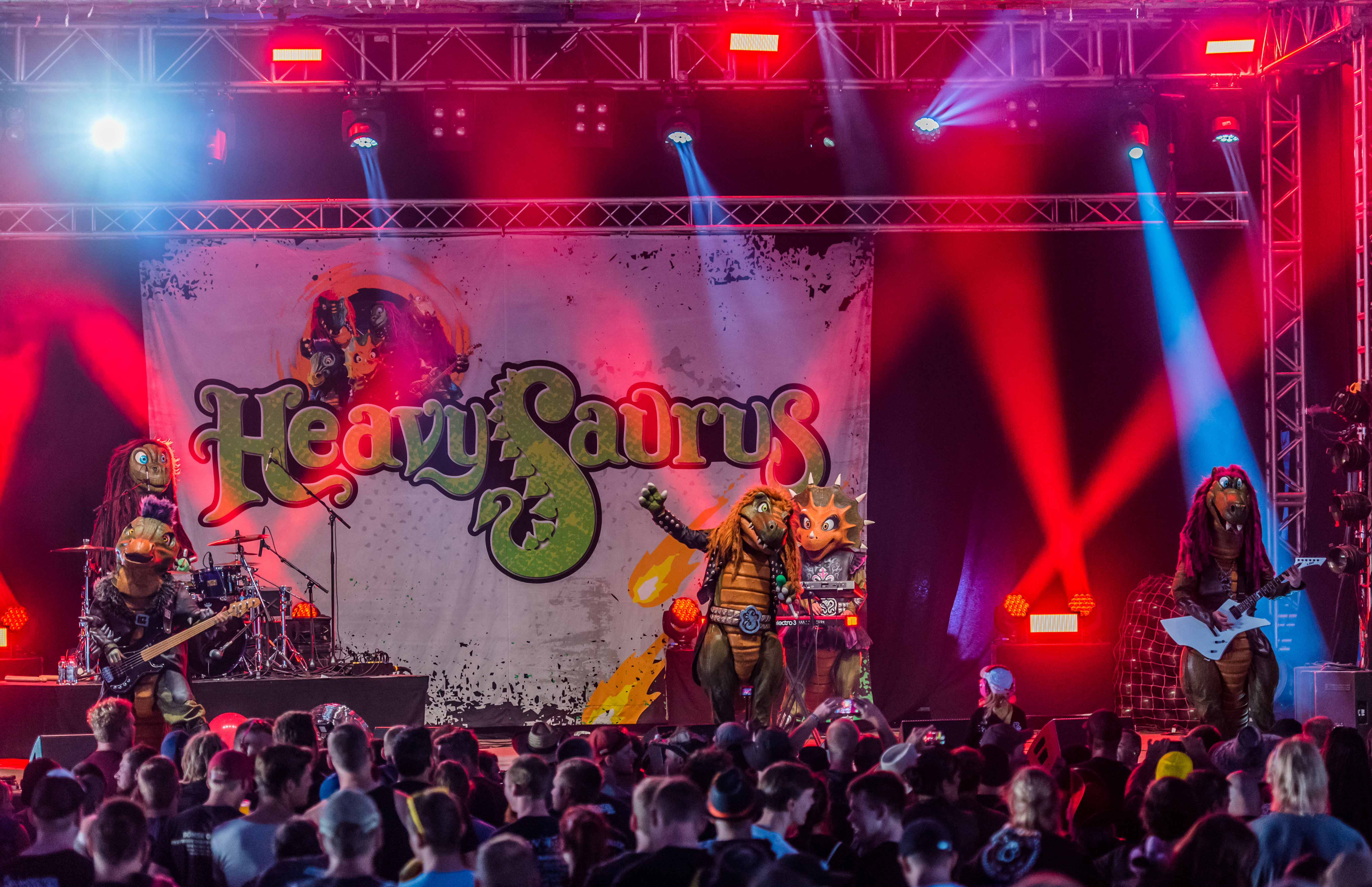
Der deutsche Ableger Heavysaurus live beim Werner Rennen 2018

Anfang 2011 gerieten Bandgründer Rantanen und das Label Sony in Streit, woraufhin die Band auseinanderbrach. Rantanen und drei weitere Mitglieder der Originalbesetzung gründeten die Band Sauruxet. Nur der Sänger blieb bei dem Label und spielt mit neuen Mitgliedern unter dem Namen „Hevisaurus“. Beide Bands haben das gleiche Konzept und mehr oder weniger identische Bühnennamen und Kostüme.
Nach einigen Jahren beschloss Sony Music, das Konzept auch außerhalb Finnlands umzusetzen. Für deutsche Kinder wurde 2017 ein Ableger gegründet. Ein Jahr später wurde der Tonträger "Rock'n'Rarrr Music" mit deutschen Texten veröffentlicht. Namen, Aufmachung und Songs des finnischen Originals blieben bis auf kleinere Modifikationen (aus Hevisaurus wurden Heavysaurus)  gleich.

## Diskographie

### Alben
| Jahr | Titel                            | Höchstplatzierung, Gesamtwochen, AuszeichnungChartsChartplatzierungen (Jahr, Titel, Platzierungen, Wochen, Auszeichnungen, Anmerkungen) | Anmerkungen                              |
| Jahr | Titel                            | FI | Anmerkungen                              |
| ---- | -------------------------------- | --- | ---------------------------------------- |
| 2009 | Jurahevin kuninkaat              | FI5 ×2Doppelplatin · (47 Wo.)FI | Erstveröffentlichung: 9. Oktober 2009    |
| 2010 | Hirmuliskojen yö                 | FI3 Platin · (24 Wo.)FI | Erstveröffentlichung: 15. September 2010 |
| 2011 | Räyh                             | FI2 Platin · (36 Wo.)FI |                                          |
| 2011 | Rayhällistä joulua               | FI21 Gold · (7 Wo.)FI |                                          |
| 2012 | Kadonneen louhikäärmeen arvoitus | FI1 Gold · (18 Wo.)FI | Erstveröffentlichung: 7. September 2012  |
| 2013 | Vihreä vallankumous              | FI10 Gold · (13 Wo.)FI | Erstveröffentlichung: 25. Oktober 2013   |
| 2014 | Jurahevin ikivihreät             | FI26 (3 Wo.)FI | Erstveröffentlichung: 24. Oktober 2014   |
| 2015 | Soittakaa juranoid!              | FI12 (12 Wo.)FI | Erstveröffentlichung: 9. Oktober 2015    |
| 2017 | Mikä minusta tulee isona?        | FI29 (2 Wo.)FI | Erstveröffentlichung: 1. September 2017  |
| 2019 | Bändikouluun!                    | FI32 (1 Wo.)FI | Erstveröffentlichung: 25. Oktober 2019   |

### Singles
| Jahr | Titel Album                                   | Höchstplatzierung, Gesamtwochen, AuszeichnungChartsChartplatzierungen (Jahr, Titel, Album, Platzierungen, Wochen, Auszeichnungen, Anmerkungen) | Anmerkungen |
| Jahr | Titel Album                                   | FI | Anmerkungen |
| ---- | --------------------------------------------- | --- | ----------- |
| 2010 | Hirmuliskojen pikkujoululevy Hirmuliskojen yö | FI1 (6 Wo.)FI |             |

Weitere Singles
- Viimeinen mammutti
- Jurahevin kuninkaat
- Räyh!
- Tonttuheviä
- Ugala bugala
- Aarrejahti
- Juranoid